# Radio Freies Wendland

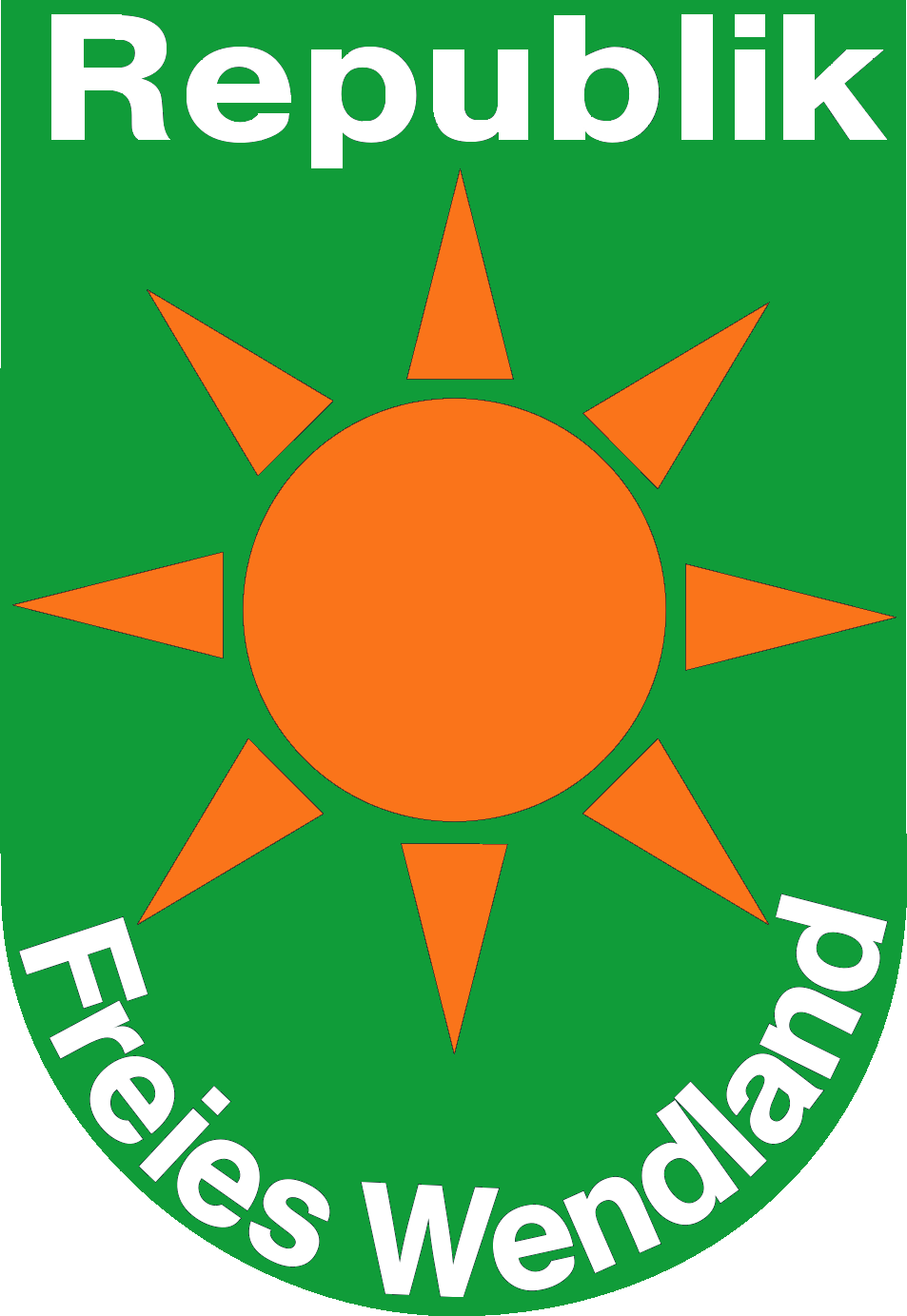
Logo der Republik Freies Wendland

Radio Freies Wendland ist ein Hörfunksender, der zeitweise während der Proteste gegen Castor-Transporte zum Zwischenlager Gorleben sendete.

## Geschichte
Der Sender nahm am 18. Mai 1980 noch illegal als Piratensender mit einer vom Freiburger Radio Verte Fessenheim geborgten Sendeanlage seinen Betrieb auf. Sendestandort und Studio war ein Hüttendorf, das Atomkraftgegner am 3. Mai 1980 auf einem besetzten Gelände errichtet hatten und auf dem sie die Republik Freies Wendland ausgerufen hatten. Der Sender war bis zur Räumung des Geländes durch Polizei sowie Bundesgrenzschutz am 4. Juni 1980 aktiv und berichtete zuletzt von einem Turm live davon. Vor dem Verlassen des Turms zerstörten die „Funkpiraten“ die Sendeanlage. 
Auch danach wurden wöchentlich Nachrichten aus der Anti-Atomkraft-Bewegung ausgestrahlt.
Seit der Räumung des Hüttendorfes 1980 ist der Sender immer wieder zur Unterstützung der Anti-Atomkraft-Bewegung im Wendland aktiv geworden. Auch zu den Protestaktionen gegen die Castor-Transporte 2006, 2008, 2010 und 2011 war Radio Freies Wendland auf Sendung.

## Profil
Das Programm besteht aus Informationen zum Transportgeschehen, Direktübertragungen über die Widerstandsaktionen vor Ort und Musik. Die Sendungen werden direkt von der Essowiese in Dannenberg übertragen. Mittlerweile wird das Programm über den offenen Kanal Radio ZuSa abgestrahlt. Einzelne Sendebeiträge werden von anderen Freien Radios in Deutschland übernommen.

## Museum
Die erste Anlage des Senders, die 1980 aus dem Hüttendorf der Republik Freies Wendland sendete, ist seit 9. September 2015 im Deutschen Technikmuseum in Berlin innerhalb der Dauerausstellung Das Netz. Menschen. Kabel, Datenströme im Bereich Verbotene Kommunikation ausgestellt.